# Portão do Mar de Porto-Pim

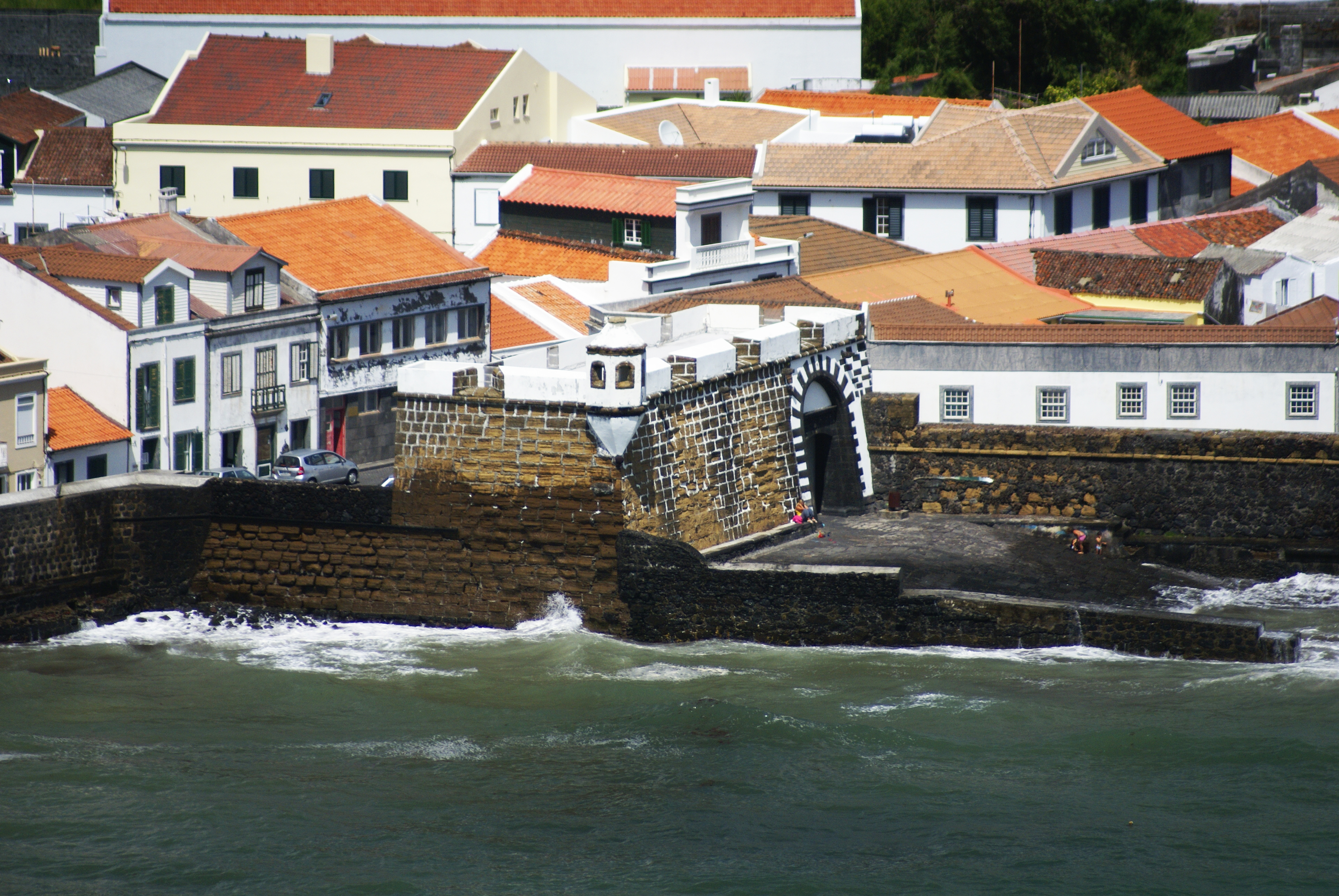
Portão do Mar de Porto Pim visto a partir do Monte da Guia.

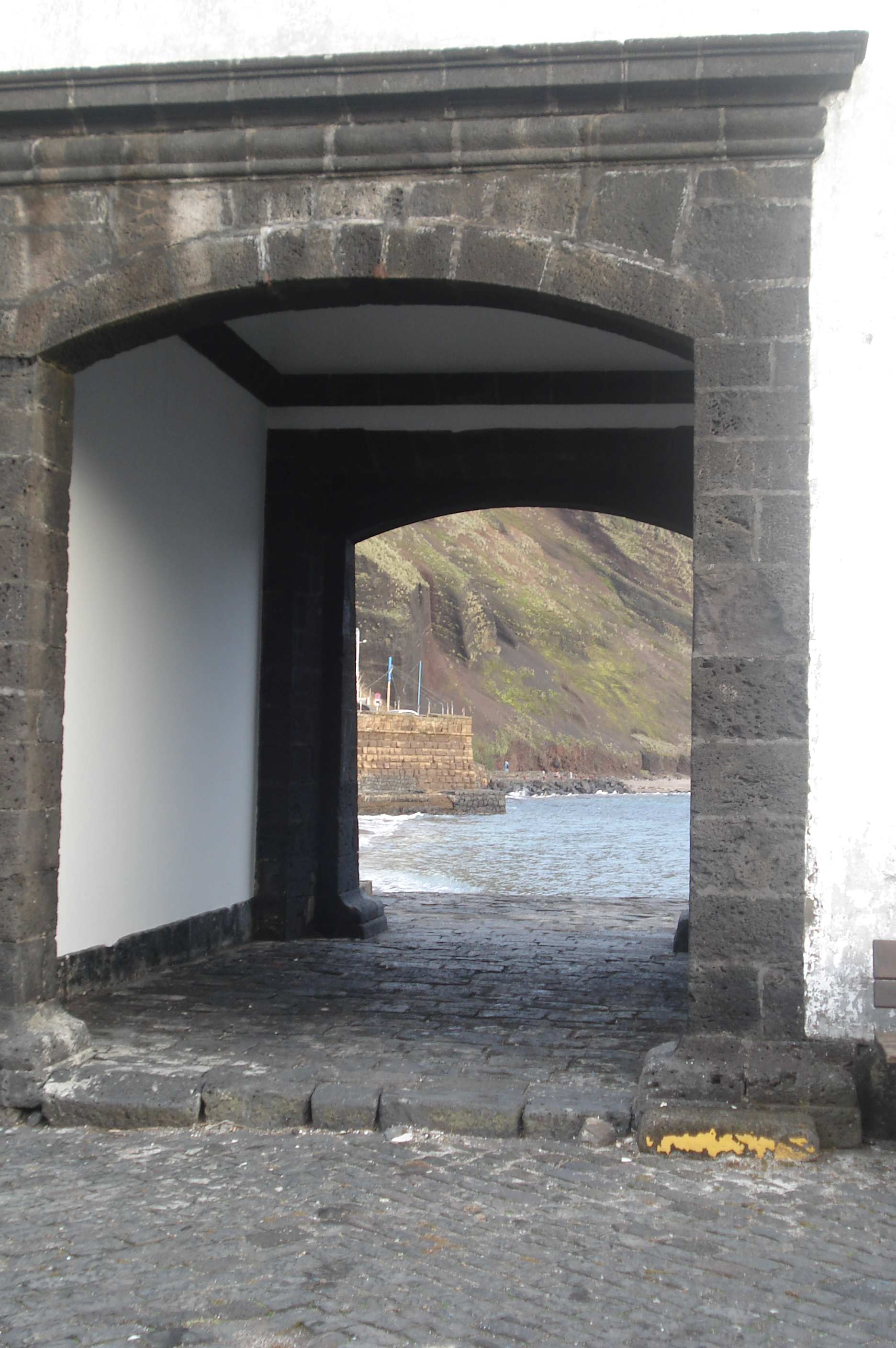
Portão do Mar de Porto Pim: interior.

O Portão do Mar de Porto-Pim, também referido como Reduto da Patrulha, localiza-se na confluência da rua do Pasteleiro com a travessa do Porto Pim, na freguesia das Angústias, cidade e concelho da Horta, na ilha do Faial, nos Açores. Integra o complexo das fortificações da Baía de Porto Pim.

## História
Erguido no século XVII, tinha como função proteger o acesso ao Porto Pim, primitivo porto da Horta. Integrava o conjunto de fortificações que fechavam aquele ancoradouro, coordenadas pelo Forte de São Sebastião.
No contexto da Guerra da Sucessão Espanhola (1702-1714) encontra-se referido como "O Reduto da Patrulha." na relação "Fortificações nos Açores existentes em 1710".
Encontra-se classificado como Imóvel de Interesse Público pelo Decreto Regulamentar Regional n.º 13/84/A, de 31 de Março e n.º 4 do artigo 58.º do Decreto Legislativo Regional n.º 29/2004/A, de 24 de Agosto.

## Características
Apresenta planta em "L", em alvenaria de pedra rebocada e pintada de branco nas fachadas voltadas para terra, e de pedra aparelhada à vista nas fachadas viradas para o mar, nos cunhais e nas molduras dos vãos de uma fachada virada para terra. Nas fachadas voltadas para o mar as juntas são pintadas de branco. Possui um só piso e cobertura em terraço, onde se abrem dez (sete?) canhoneiras.
Dá acesso a uma rampa de varagem de embarcações, através de uma passagem que atravessa o imóvel e no ângulo das duas fachadas voltadas para o mar implanta-se uma guarita de planta hexagonal.